# 國際公平貿易標籤組織
國際公平貿易標籤組織（英語：Fairtrade International，縮寫FLO）创立于1997
年，是一個由多方參與式的關係人所組成的非營利性組織，擁有20個團體會員（或稱為標籤倡議者Labelling Initiatives）、生產者組織、貿易商和外部的專家。該組織負責訂立和審查公平貿易的標準，用以協助生產者在市場上獲得利益與維護公平貿易商標的權利。
國際公平貿易標籤組織（Fairtrade Labelling Organizations International）自2004年1月分離兩個組織，分別為國際公平貿易標籤組織（FLO International）以及公平貿易認證組織（FLO-CERT）。

## 會員
首先使用「Max Havelaar」標籤的是荷蘭，其名來自一部描述荷蘭商人剝削爪哇咖啡農的暢銷書書名。後來其他國家也有使用「Fairtrade」、「TransFair」、「Rättvisemärkt」等標籤來表示「公平貿易」。在不同的國家有不同的名稱。20個公平貿易商標倡議者是国际公平贸易标签组织的會員：
| - 西班牙公平贸易生產者联合组织 - 墨西哥公平贸易组织 - 澳大利亚和新西兰公平贸易联合组织 - 奥地利公平贸易组织 - 爱尔兰公平贸易標籤组织 - 英国公平贸易基金会 - 比利时Max Havelaar组织 - 法国Max Havelaar联合组织 - 丹麦Max Havelaar组织 - 荷兰Max Havelaar基金会 |  | - 挪威Max Havelaar公平贸易组织 - 瑞士Max Havelaar基金会 - 芬兰Reilun kaupan edistämisyhdistys组织 - 瑞典Rättvisemärkt组织 - 加拿大公平贸易组织 - 德国公平贸易组织 - 意大利公平贸易组织 - 日本公平贸易组织 - 卢森堡公平贸易组织 - 美国公平贸易组织 |

下列三個商標倡議者於2007年加入公平貿易生產者網絡：
- Coordinadora Latinoamericana y del Caribe de Pequeños Productores de Comercio Justo (CLAC)
- 亚洲生產者网络（Network of Asian Producers，NAP）
- 非洲公平贸易网络（Africa Fairtrade Network，AFN）

## 架構
国际公平贸易标签组织主要分為三個部門：標準部門、財務與中央服務部門，以及生產經營部門：
- 標準部門負責修定公平貿易的認證標準。
- 財務與中央服務部門負責溝通協調、人力資源、財務與網路服務。
- 生產經營部門負責協助生產者在市場中獲利與維護公平貿易認證的權益。

## 目標
国际公平贸易标签组织的使命是透過公平貿易認證的工作，來促使發展中國家朝向永續發展的方向，並且提昇當地弱勢的生產者與勞動者權利意識：
- 負責訂定國際公平貿易標準；
- 促進與發展公平貿易的業務；
- 提供生產者盡可能地利用公平貿易認證的機會；
- 宣傳貿易正義的案例，用以辯論自由貿易和國家發展的議題

国际公平贸易标签组织是世界上唯一一個專門從事公平貿易標準制定的組織。

## 公平貿易的標準
促使公平貿易認證發展的關鍵在於，FLO的標準包涵了生產組織必須符合最低門檻才得以授與認證，同時認證程序也會要求生產者必須不斷地進步。
針對弱勢的生產者，發展出分別針對屬於自耕農的小農組織和擁有受雇者的農場等兩種公平貿易認證的標準。針對小農組織的公平貿易標準，其要求包括民主決策，確保生產者對於公平貿易組織所投入的輔導金之運用有發言的權利。
針對擁有受雇者的農場，其標準需確保勞動者擁有適當的工資，以及加入工會和團體協商的權利。公平貿易認證的農場必須確保沒有強迫勞動、雇用童工、危害健康與安全的情況。根據公平貿易認證的標準，擁有受雇者的農場必須設置一位中間人（joint body）代表勞資雙方。這位中間人決定如何將公平貿易組織所投入的輔導金分配予農場的工人。
某些產品，例如咖啡，只有小農組織可以申請公平貿易認證。其他類似茶葉，則兩種組織形式皆可以申請認證。
公平貿易的標準制定與授權程序均由FLO的標準委員會所執行，那是一個由所有FLO的關係人（標籤倡議者、生產者和貿易商）以及外聘的專家學者所組成的外部委員會。公平貿易所訂定的標準與程序，符合「ISEAL（國際社會與環境鑑定標籤聯盟）」中Code of Good Practice的要求，制定標準的程序是經由廣泛的協商過程，並兼顧各種不同成員的意見，譬如：生產者、貿易商、外部專家、監察人、工作人員等等。

## 輔導生產者
生產者經營公會（PBU, Producer Business Unit）協助生產者獲取與維護公平貿易認證在市場中的價值與機會。此外，PBU輔導生產者的課題還包含民主發展與尋找市場。這些服務都是透過例行性拜訪生產者組織來完成；目前大約二十五位聯絡人，在十六個發展中國家駐紮來輔導生產者。

## 國際公平貿易認證商標
國際公平貿易認證標章是一個獨立的消費者標章，目前有超過十七個國家使用。當這個標章出現在產品的包裝上，它確保發展中國家的生產者在這件產品的交易上，有得到比較好的條件。國際公平貿易認證標章是由国际公平贸易标签组织代表二十個公平貿易倡議者所擁有與保護。
帶有國際公平貿易認證標章的產品，必定來自於公平貿易認證組織（FLO-CERT）所認證與督察的生產者。該產品的種植與收成都符合国际公平贸易标签组织所規範的公平貿易認證標準。供應鏈同時也受到公平贸易认证组织的督察，以確保產品的完整性。只有被授權者才可以使用公平貿易標章在自己的產品上。
這個標章的圖樣所呈現的是一個歡呼的人---代表生產者透過公平貿易獲得了公平的交易，同時也代表消費者透過公平貿易商品，知道自己做一件與眾不同的好事。

## 外部連結
- FLO International （页面存档备份，存于）
- FLO Centroamerica

### 国际公平贸易标签组织會員
- TransFair Österreich （页面存档备份，存于）
- Max Havelaar Belgique
- TransFair Canada
- Association Max Havelaar France （页面存档备份，存于）
- Max Havelaar Danmark
- TransFair Deutschland
- The Fairtrade Foundation UK
- TransFair Italia（页面存档备份，存于）
- Fairtrade Ireland（页面存档备份，存于）
- TransFair-Minka Luxembourg （页面存档备份，存于）
- Stichting Max Havelaar （页面存档备份，存于）
- Fairtrade Max Havelaar Norge （页面存档备份，存于）
- Reilun kaupan edistämisyhdistys ry （页面存档备份，存于）
- Rättvisemärkt （页面存档备份，存于）
- Max Havelaar Stiftung (Schweiz) （页面存档备份，存于）
- TransFair USA（页面存档备份，存于）
- Fair Trade Association of Australia & New Zealand （页面存档备份，存于）（Australia site）
- Fair Trade Association of Australia & New Zealand（New Zealand site）
- Asociación del Sello de Productos de Comercio Justo (Spain)
- Comercio Justo México （页面存档备份，存于）（associate member）